# Grammy Award for Best Rock Album
Der Grammy Award for Best Rock Album, auf Deutsch „Grammy-Award für das beste Rock-Album“, ist ein Musikpreis, der seit 1995 bei den jährlich stattfindenden Grammy Awards verliehen wird. Ausgezeichnet werden Musiker für besonders herausragende Alben der Rockmusik.

## Hintergrund und Geschichte

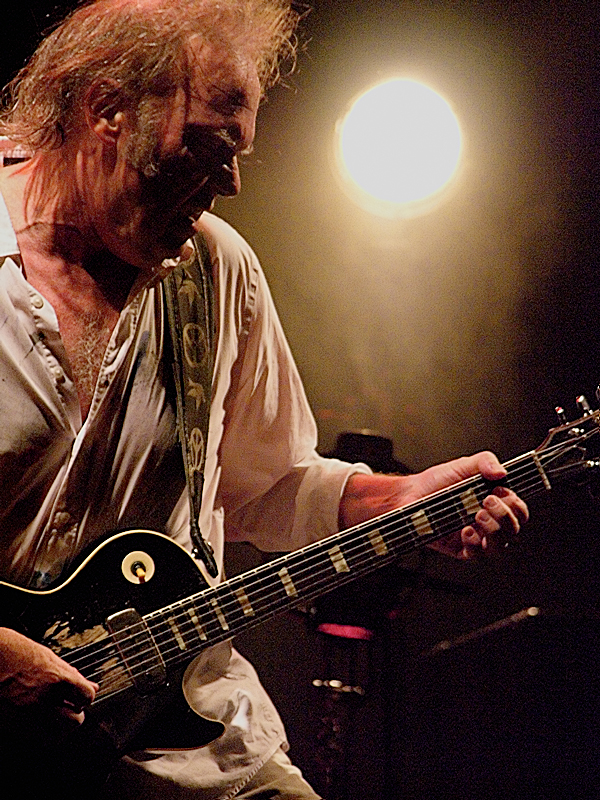
Neil Young 2008 in Florenz: Er ist mit sechs Nominierungen der Künstler mit den häufigsten Nominierungen, der den Preis noch nie erhalten hat.

Die seit 1958 verliehenen Grammy Awards (eigentlich Grammophone Awards) werden jährlich in zahlreichen Kategorien von der National Academy of Recording Arts and Sciences (NARAS) in den Vereinigten Staaten von Amerika vergeben, um künstlerische Leistung, technische Kompetenz und hervorragende Gesamtleistung ohne Rücksicht auf die Album-Verkäufe oder Chart-Position zu ehren.
Der Grammy Award for Best Rock Album wurde erstmals 1995 an die Band The Rolling Stones für das Album Voodoo Lounge verliehen und gehört seitdem zu den jährlich verliehenen Preisen im Bereich Rockmusik. Entsprechend der Kriterien der Grammy Awards 2010 wird er verliehen für Gesangs- und Instrumental-Alben aus den Bereichen Rock, Hard Rock und Metal mit einem Mindestanteil der Gesamtspielzeit von 51 % neu aufgenommenem Material. Seit 1996 gehören zu der Verleihung neben den darbietenden Künstlern meistens auch die Musikproduzenten, die Toningenieure und weitere Mitarbeiter des Albums.
Die Band Foo Fighters gewann diesen Award bislang fünf Mal und führt damit die Liste der Grammy-Gewinner dieser Kategorie an. Zugleich waren sie mit sechs Nominierungen am häufigsten. Neil Young war sechsmal nominiert, davon einmal gemeinsam mit Crazy Horse, hat den Preis allerdings noch nie gewonnen. Sheryl Crow, Green Day und U2 konnten den Preis bisher jeweils zwei Mal gewinnen. Die häufigsten Gewinne wurden an amerikanische Künstler vergeben, mit den beiden Siegen von U2 ging der Preis jedoch bereits zweimal an irische und mit den Rolling Stones, Coldplay und Muse (zwei Mal) vier Mal an britische Künstler. Zudem konnte Carlos Santana als mexikanischer Künstler und Alanis Morissette als kanadische Künstlerin den Preis gewinnen.

## Gewinner und nominierte Künstler
| Jahr                  | Künstler / Band       | Nationalität              | Werk                                      | Weitere nominierte Künstler | Bilder der Künstler                                   |
| --------------------- | --------------------- | ------------------------- | ----------------------------------------- | --- | ----------------------------------------------------- |
| 1995 1. März 1995     | The Rolling Stones    | Vereinigtes Königreich    | Voodoo Lounge                             | - Pearl Jam – Vs. - R.E.M. – Monster - Soundgarden – Superunknown - Neil Young – Sleeps with Angels                                                                               | The Rolling Stones 2006                               |
| 1996 28. Februar 1996 | Alanis Morissette     | Kanada                    | Jagged Little Pill                        | - Chris Isaak – Forever Blue - Pearl Jam – Vitalogy - Tom Petty – Wildflowers - Neil Young – Mirror Ball                                                                          | Alanis Morissette                                     |
| 1997 26. Februar 1997 | Sheryl Crow           | Vereinigte Staaten        | Sheryl Crow                               | - Dave Matthews Band – Crash - No Doubt – Tragic Kingdom - Bonnie Raitt – Road Tested - Neil Young and Crazy Horse – Broken Arrow                                                 | Sheryl Crow                                           |
| 1998 25. Februar 1998 | John Fogerty          | Vereinigte Staaten        | Blue Moon Swamp                           | - Aerosmith – Nine Lives - Foo Fighters – The Colour and the Shape - The Rolling Stones – Bridges to Babylon - U2 – Pop                                                           | John Fogerty (vorne) in Stockholm (2005)              |
| 1999 25. Februar 1999 | Sheryl Crow           | Vereinigte Staaten        | The Globe Sessions                        | - Dave Matthews Band – Before These Crowded Streets - John Fogerty – Premonition - Garbage – Version 2.0 - Hole – Celebrity Skin                                                  | Sheryl Crow (2005)                                    |
| 2000 23. Februar 2000 | Santana               | Mexiko Vereinigte Staaten | Supernatural                              | - Melissa Etheridge – Breakdown - Limp Bizkit – Significant Other - Red Hot Chili Peppers – Californication - Tom Petty and the Heartbreakers – Echo                              | Carlos Santana of the 2000 award-winning band Santana |
| 2001 23. Februar 2001 | Foo Fighters          | Vereinigte Staaten        | There Is Nothing Left to Lose             | - Bon Jovi – Crush - Matchbox twenty – Mad Season - No Doubt – Return of Saturn - Rage Against the Machine – The Battle of Los Angeles                                            | Three-time award-winning band Foo Fighters            |
| 2002 27. Februar 2002 | U2                    | Irland                    | All That You Can’t Leave Behind           | - Ryan Adams – Gold - Aerosmith – Just Push Play - PJ Harvey – Stories from the City, Stories from the Sea - Linkin Park – Hybrid Theory                                          | Two-time award-winning band U2                        |
| 2003 27. Februar 2003 | Bruce Springsteen     | Vereinigte Staaten        | The Rising                                | - Elvis Costello – When I Was Cruel - Sheryl Crow – C’mon C’mon - Robert Plant – Dreamland - Tonic – Head on Straight                                                             | Bruce Springsteen, 2008                               |
| 2004 8. Februar 2004  | Foo Fighters          | Vereinigte Staaten        | One by One                                | - Audioslave – Audioslave - Evanescence – Fallen - Matchbox twenty – More Than You Think You Are - Nickelback – The Long Road                                                     | Foo Fighters, 2009                                    |
| 2005 13. Februar 2005 | Green Day             | Vereinigte Staaten        | American Idiot                            | - Elvis Costello and the Imposters – The Delivery Man - Hoobastank – The Reason - The Killers – Hot Fuss - Velvet Revolver – Contraband                                           | Green Day, 2009                                       |
| 2006 8. Februar 2006  | U2                    | Irland                    | How to Dismantle an Atomic Bomb           | - Coldplay – X&Y - Foo Fighters – In Your Honor - The Rolling Stones – A Bigger Bang - Neil Young – Prairie Wind                                                                  | U2-Konzert 2005                                       |
| 2007 11. Februar 2007 | Red Hot Chili Peppers | Vereinigte Staaten        | Stadium Arcadium                          | - John Mayer Trio – Try! - Tom Petty – Highway Companion - The Raconteurs – Broken Boy Soldiers - Neil Young – Living with War                                                    | Red Hot Chili Peppers, 2006                           |
| 2008 10. Februar 2008 | Foo Fighters          | Vereinigte Staaten        | Echoes, Silence, Patience & Grace         | - Daughtry – Daughtry - John Fogerty – Revival - Bruce Springsteen – Magic - Wilco – Sky Blue Sky                                                                                 | Foo Fighters 2007                                     |
| 2009 8. Februar 2009  | Coldplay              | Vereinigtes Königreich    | Viva la Vida or Death and All His Friends | - Kid Rock – Rock n Roll Jesus - Kings of Leon – Only by the Night - Metallica – Death Magnetic - The Raconteurs – Consolers of the Lonely                                        | Chris Martin von Coldplay                             |
| 2010 31. Januar 2010  | Green Day             | Vereinigte Staaten        | 21st Century Breakdown                    | - AC/DC – Black Ice - Eric Clapton and Steve Winwood – Live from Madison Square Garden - Dave Matthews Band – Big Whiskey and the GrooGrux King - U2 – No Line on the Horizon     | Billie Joe Armstrong (2006)                           |
| 2011 13. Februar 2011 | Muse                  | Vereinigtes Königreich    | The Resistance                            | - Jeff Beck – Emotion & Commotion - Pearl Jam – Backspacer - Tom Petty And The Heartbreakers – Mojo - Neil Young – Le Noise                                                       | Muse, 2007                                            |
| 2012 12. Februar 2012 | Foo Fighters          | Vereinigte Staaten        | Wasting Light                             | - Jeff Beck – Rock ’n’ Roll Party (Honoring Les Paul) - Kings of Leon – Come Around Sundown - Red Hot Chili Peppers – I’m with You - Wilco – The Whole Love                       | Foo Fighters, 2009                                    |
| 2013 10. Februar 2013 | The Black Keys        | Vereinigte Staaten        | El Camino                                 | - Coldplay – Mylo Xyloto - Muse – The 2nd Law - Bruce Springsteen – Wrecking Ball - Jack White – Blunderbuss                                                                      | The Black Keys, 2011                                  |
| 2014 26. Januar 2014  | Led Zeppelin          | Vereinigtes Königreich    | Celebration Day                           | - Black Sabbath – 13 - David Bowie – The Next Day - Kings of Leon – Mechanical Bull - Queens of the Stone Age – … Like Clockwork - Neil Young with Crazy Horse – Psychedelic Pill | Led Zeppelin, 2007                                    |
| 2015 8. Februar 2015  | Beck                  | Vereinigte Staaten        | Morning Phase                             | - Ryan Adams – Ryan Adams - The Black Keys – Turn Blue - Tom Petty & the Heartbreakers – Hypnotic Eve - U2 – Songs of Innocence                                                   | Beck, 2006                                            |
| 2016 15. Februar 2016 | Muse                  | Vereinigtes Königreich    | Drones                                    | - James Bay – Chaos and the Calm - Death Cab for Cutie – Kintsugi - Highly Suspect – Mister Asylum - Slipknot – 5: The Gray Chapter                                               | Muse, 2010                                            |
| 2017 12. Februar 2017 | Cage the Elephant     | Vereinigte Staaten        | Tell Me I’m Pretty                        | - Blink-182 – California - Gojira – Magma - Panic! at the Disco – Death of a Bachelor - Weezer – Weezer                                                                           | Cage the Elephant, 2012                               |
| 2018 28. Januar 2018  | The War on Drugs      | Vereinigte Staaten        | A Deeper Understanding                    | - Mastodon – Emperor of Sand - Metallica – Hardwired…to Self-Destruct - Nothing More – The Stories We Tell Ourselves - Queens of the Stone Age – Villians                         | The War on Drugs, 2014                                |
| 2019 10. Februar 2019 | Greta Van Fleet       | Vereinigte Staaten        | From the Fires                            | - Alice in Chains – Rainier Fog - Fall Out Boy – Mania - Ghost – Prequelle - Weezer – Pacific Daydream                                                                            | Greta Van Fleet, 2017                                 |
| 2020 26. Januar 2020  | Cage the Elephant     | Vereinigte Staaten        | Social Cues                               | - Bring Me the Horizon – Amo - Cranberries – In the End - I Prevail – Trauma - Rival Sons – Feral Roots                                                                           | Cage the Elephant, 2017                               |
| 2021 14. März 2021    | Strokes               | Vereinigte Staaten        | The New Abnormal                          | - Fontaines D. C. – A Hero’s Death - Michael Kiwanuka – Kiwanuka - Grace Potter – Daylight - Sturgill Simpson – Sound & Fury                                                      | The Strokes (2019)                                    |
| 2022 3. April 2022    | Foo Fighters          | Vereinigte Staaten        | Medicine at Midnight                      | - AC/DC – Power Up - Black Pumas – Capitol Cuts – Live from Studio A - Chris Cornell – No One Sings like You Anymore Vol. 1 - Paul McCartney – McCartney III                      | Foo Fighters (2017)                                   |
| 2023 5. Februar 2023  | Ozzy Osbourne         | Vereinigtes Königreich    | Patient Number 9                          | - The Black Keys – Dropout Boogie - Elvis Costello & The Imposters – The Boy Named If - Idles – Crawler - Machine Gun Kelly – Mainstream Sellout - Spoon – Lucifer on the Sofa    |                                                       |
| 2024 4. Februar 2024  | Paramore              | Vereinigte Staaten        | This Is Why                               | - Foo Fighters – But Here We Are - Greta Van Fleet – Starcatcher - Metallica – 72 Seasons - Queens of the Stone Age – In Times New Roman                                          | Paramore 2023                                         |
| 2025 2. Februar 2025  | The Rolling Stones    | Vereinigtes Königreich    | Hackney Diamonds                          | - The Black Crowes – Happiness Bastards - Fontaines D. C. – Romance - Green Day – Saviors - Idles – Tangk - Pearl Jam – Dark Matter - Jack White – No Name                        | The Rolling Stones 2022                               |

## Belege
1. ↑  “honor artistic achievement, technical proficiency and overall excellence in the recording industry, without regard to album sales or chart position” Overview. National Academy of Recording Arts and Sciences, archiviert vom Original am 19. August 2012; abgerufen am 11. September 2014.  Info: Der Archivlink wurde automatisch eingesetzt und noch nicht geprüft. Bitte prüfe Original- und Archivlink gemäß Anleitung und entferne dann diesen Hinweis.
2. ↑  Grammy Awards at a Glance. In: Los Angeles Times. Tribune Company, abgerufen am 19. Juli 2010.
3. ↑  „vocal or instrumental rock, hard rock or metal albums containing at least 51 % playing time of newly recorded material“ 52nd OEP Category Description Guide. (PDF; 85 kB) National Academy of Recording Arts and Sciences, S. 2, archiviert vom Original am 27. Oktober 2009; abgerufen am 12. Juli 2010.
4. ↑  Dan Auerbach, Fun., Jay-Z, Mumford & Sons, Frank Ocean, Kanye West Lead 55th GRAMMY Nominations. Pressemitteilung der Recording Academy, 5. Dezember 2012.
5. ↑  55th Annual GRAMMY Awards Nominees. grammy.com; abgerufen am 6. Dezember 2012 (englisch).
6. ↑  56th Annual GRAMMY Awards Nominees. Grammy Awards, abgerufen am 7. Dezember 2013.
7. ↑  NARAL Final Nomination List 57th Grammy Awards. (PDF; 3,0 MB)  abgerufen am 31. Dezember 2015.